# Lời sám hối
Lời sám hối là một bộ phim truyền hình được thực hiện bởi Đài Phát thanh - Truyền hình Vĩnh Long do Bùi Ngọc Nam Phương làm biên kịch, đạo diễn. Phim phát sóng vào lúc 19h45 từ thứ 2 đến thứ 7 hàng tuần bắt đầu từ ngày 1 tháng 10 năm 2014 và kết thúc vào ngày 19 tháng 11 năm 2014 trên kênh THVL1.

## Nội dung
Lời sám hối xoay quanh cuộc chiến giữa năm người vợ trong một gia đình danh gia vọng tộc ở đất Cần Thơ. Ông Hội đồng Vĩnh (Võ Hiệp) là người giàu có, tiếng tăm ở vùng nhưng cũng hết sức thủ đoạn, trăng hoa. Bằng những mưu sâu, kế hiểm, ông chiếm đoạt người yêu của em trai mình làm vợ. Trong tấn bi kịch ấy, sự thù hận đã biến nhưng con người hiền lành có số phận đáng thương có thể trở nên hiểm ác và tàn nhẫn, mưu mô. Duy chỉ có tình người, lòng thương yêu mới có thể xóa mờ, xoa dịu tất cả...

## Diễn viên
- Nhật Kim Anh trong vai Lệ Hằng[4]
- Quỳnh Lam trong vai Mận[5]
- Lý Hùng trong vai Ba Thiện[4]
- Võ Hiệp trong vai Hội Đồng Vĩnh
- Thủy Cúc trong vai Bà Cả
- Kiều Trinh trong vai Bà Hai
- Bích Trâm trong vai Thanh Thanh
- Hoàng Anh trong vai Đực
- Hà Trí Quang trong vai Thiên Tân
- Xuân Văn trong vai Lụa
- Hà Minh Ngọc trong vai Mùi
- Phi Long trong vai Hoàng Xiên
- Quỳnh Giao trong vai Ngót
- Phương Dung trong vai Bà Phương
- Tam Thanh trong vai Lão Tam
- Hải Hùng trong vai Hải

Cùng một số diễn viên khác....

## Nhạc phim
- Muộn màng

Sáng tác: Yến Lam
Thể hiện: Thy Phương
- Thà người đừng hứa[6]

Sáng tác: Nguyễn Chấn Phong
Thể hiện: Nhật Kim Anh